# Wallington Hall
Wallington Hall est une maison de campagne et des jardins situés à environ 12 miles à l'ouest de Morpeth, Northumberland, Angleterre, près du village de Cambo. Il appartient au National Trust depuis 1942, après avoir été donné avec le domaine et les fermes par Sir Charles Philips Trevelyan. Il s'agit d'un bâtiment classé Grade I.

## Histoire
Le domaine appartient à la famille Fenwick de 1475 jusqu'à ce que John Fenwick (3e baronnet) ait des problèmes financiers et décide de vendre ses propriétés aux Blackett en 1688. Il vend le reste des domaines familiaux et Wallington Hall à Sir William Blackett pour 4 000 £ et une rente de 2 000 £ par an. La rente devait être payée pour sa vie et celle de sa femme, Mary Fenwick. Blackett est satisfait de l'accord car il découvre du plomb dans le sol et il devient riche .
La maison est reconstruite, en démolissant l'ancienne tour Pele, bien que les caves de la maison du début du Moyen Âge subsistent . La maison est à nouveau substantiellement reconstruite, dans le style palladien, pour Walter Calverley-Blackett par l'architecte Daniel Garret, avant de passer à la famille Trevelyan en 1777.
Après que Pauline Jermyn ait épousé le naturaliste Walter Calverley Trevelyan, ils commencent à accueillir des personnalités littéraires et scientifiques au manoir  et notamment les membres de la Confrérie préraphaélite.

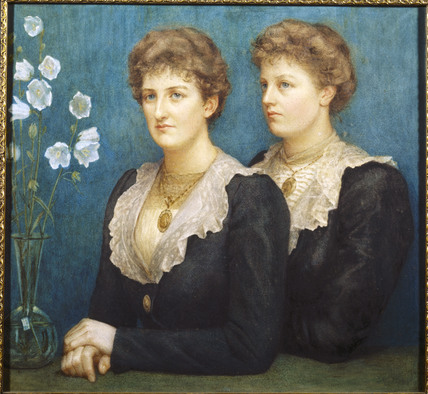
Elsa et Mary Bell (plus tard Lady Trevelyan), par Caroline Grosvenor, 1899

Sir Charles Philips Trevelyan hérite de la propriété de son père, Sir George Otto Trevelyan, en 1928. Il est un membre éminent des gouvernements libéral et travailliste. Charles est marié à "Molly", Lady Mary Trevelyan .

## Description
Situé sur 100 acres (40 ha) de parc vallonné, le domaine comprend une vallée boisée, des pièces d'eau, des pelouses et un jardin clos récemment rénové.
Outre l'intérieur magnifiquement meublé, les attractions à l'intérieur de la maison comprennent le bureau où Thomas Babington Macaulay, beau-frère de Sir Charles Trevelyan, a écrit son Histoire de l'Angleterre, une grande collection de maisons de poupées anciennes et huit peintures murales dans le hall central représentant le histoire de Northumberland, peinte par William Bell Scott.